# Iglesia de la Asunción de Nuestra Señora (Gopegui)
La iglesia de la Asunción de Nuestra Señora es un edificio situado en el concejo español de Gopegui, en la provincia de Álava.

## Descripción
El edificio se encuentra en el concejo español de Gopegui, del municipio de Cigoitia, perteneciente a la provincia de Álava, en la comunidad autónoma del País Vasco. Se menciona como iglesia parroquial del lugar en el octavo volumen del Diccionario geográfico-estadístico-histórico de España y sus posesiones de Ultramar de Pascual Madoz, donde aparece descrita con las siguientes palabras: «igl. parr. (La Asuncion de Ntra. Sra.), servida por 2 beneficiados». En el tomo de la Geografía general del País Vasco-Navarro dedicado a Álava y escrito por Vicente Vera y López, se dice lo siguiente: «Su iglesia parroquial está dedicada á la Asunción de Nuestra Señora; es de categoría rural de segunda y pertenece al arciprestazgo de Cigoitia».